# Parapholidoptera kosswigi
Parapholidoptera kosswigi är en insektsart som först beskrevs av Karabag 1950.  Parapholidoptera kosswigi ingår i släktet Parapholidoptera och familjen vårtbitare. Inga underarter finns listade i Catalogue of Life.